# Carl Schindler (Maler)

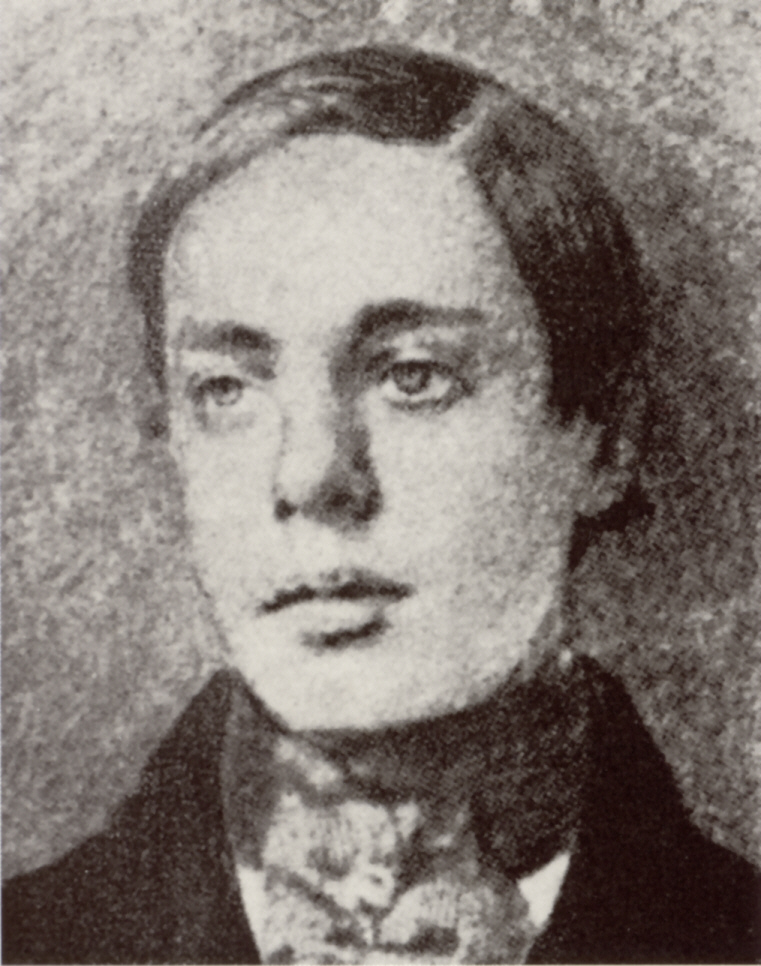
Carl Schindler

Carl Schindler (* 23. Oktober 1821 in Wien; † 22. August 1842 in Laab im Walde, Niederösterreich) war ein österreichischer Maler des Militärgenres (deshalb manchmal „Soldaten-Schindler“ genannt) zur Zeit des Biedermeiers.

## Leben
Carl Schindler ist im ehemaligen Wiener Vorort Laimgrube geboren und war der Sohn von Johann Josef Schindler, bei dem er seine erste Ausbildung erhielt und dem er sein Interesse an der Darstellung militärischer Themen verdankte.

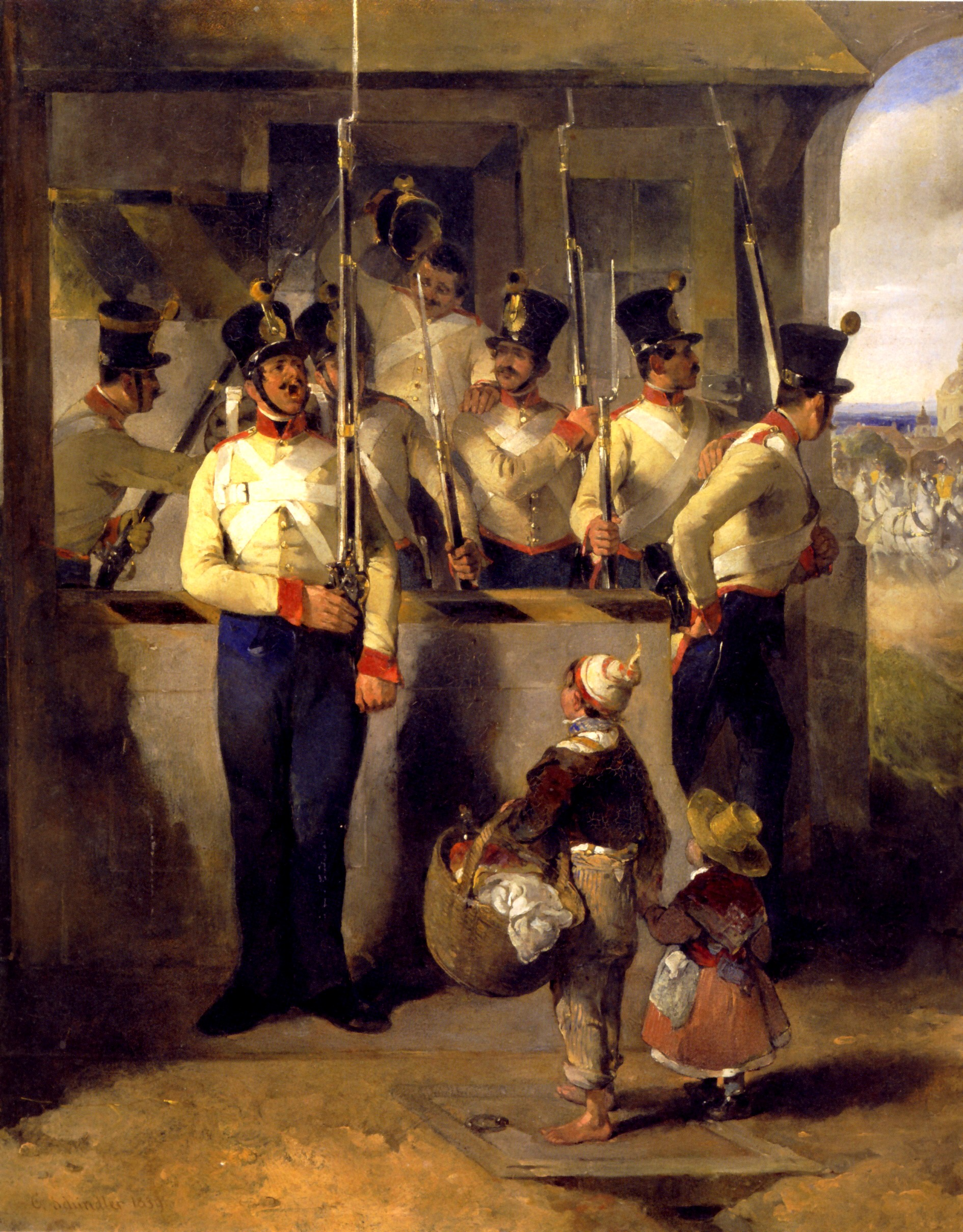
Die Schildwache, in das Gewehr rufend (1839)

Er studierte ab 1836 an der Wiener Akademie der bildenden Künste bei Karl Gsellhofer und Leopold Kupelwieser und wurde 1837 Privatschüler von Peter Fendi, mit dem er befreundet war. Von Fendi erhielt er auch wesentliche künstlerische Anregungen, ebenso von den französischen Militärzeichnern Belangé, Charlet, Lami und Raffet. 1839 hatte Schindler seine erste akademische Ausstellung. Wegen schweren gesundheitlichen Beschwerden musste er sein Studium mehrmals unterbrechen. Er versuchte seine Leiden in der damaligen Kaltwasserheilanstalt (heute das Kloster der Barmherzigen Schwestern) in Laab im Walde zu heilen. Er starb knapp vor der Vollendung seines 21. Lebensjahres in Laab im Walde an Lungen-Tuberkulose.

## Leistungen
Carl Schindler hatte ein außergewöhnliches Talent für die Aquarellmalerei und teilte außerdem die Vorliebe seines Vaters für die Darstellung des Soldatenlebens. Schindlers Aquarelle übten trotz seines frühen Todes großen Einfluss auf Johann Friedrich Treml und August von Pettenkofen aus. Seine Werke waren sowohl ironische Karikaturen des täglichen Lebens der Soldaten als auch seriöses Militärgenre. Schindler versuchte eine Verbindung zwischen militärischem und bürgerlichem bzw. bäuerlichem Genre.

## Werke
- Abbildungen der k. k. Oesterreichischen Armee durch alle Waffengattungen (Zeichnungen für die Lithografie-Serie im Verlag L. T. Neumann, 1845), 1838
- Die Rekrutierung (Wien, Österreichische Galerie Belvedere), 1838, Öl auf Holz
- Die Schildwache, in das Gewehr rufend (Wien, Österreichische Galerie Belvedere, Inv. Nr. 2330), 1839, Öl auf Holz, 43 × 35 cm
- Der Krieg in plastischer Darstellung (Lithographischer Bilderbogen im Verlag M. Trentsensky), 1840
- Der Wachtposten (Wien, Österreichische Galerie Belvedere), 1840, Öl auf Leinwand, 45 × 36,5 cm
- Die Hochzeitsfahrt (Wien, Österreichische Galerie Belvedere), 1841, Öl auf Leinwand, 40 × 58 cm
- Der freigebige Weingartenhüter (St. Pölten, Museum Niederösterreich, Inv. Nr. 7514), 1841, Aquarell, 24,7 × 31,7 cm

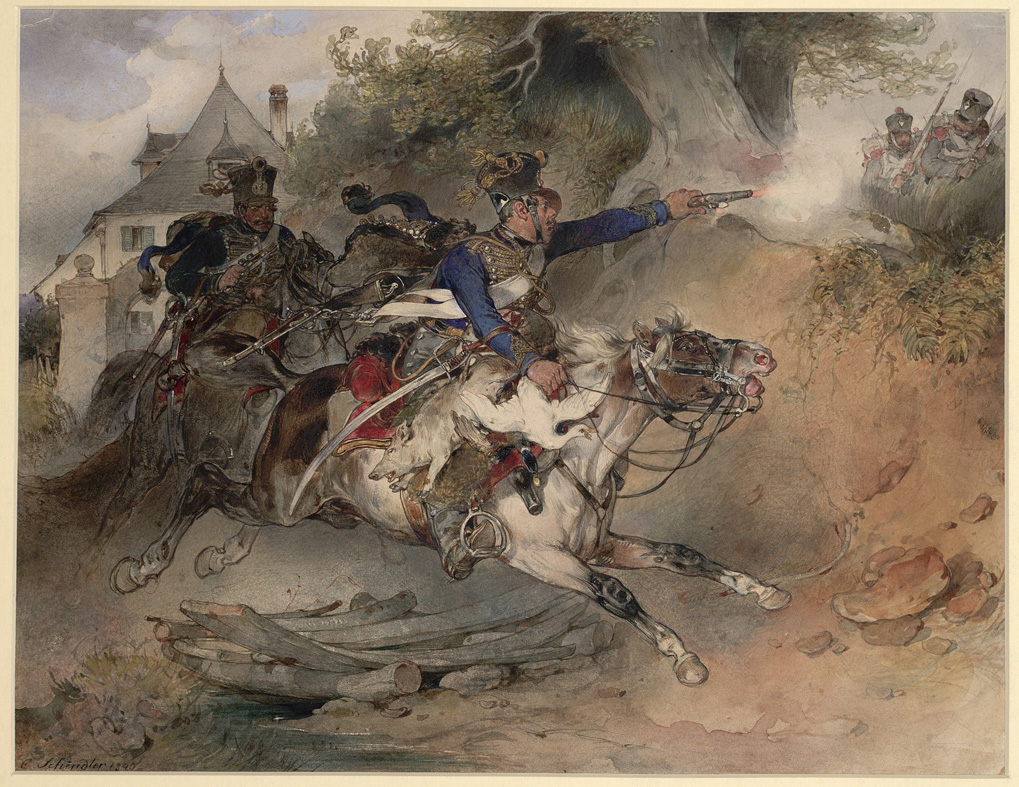
Reitende Soldaten, 1840
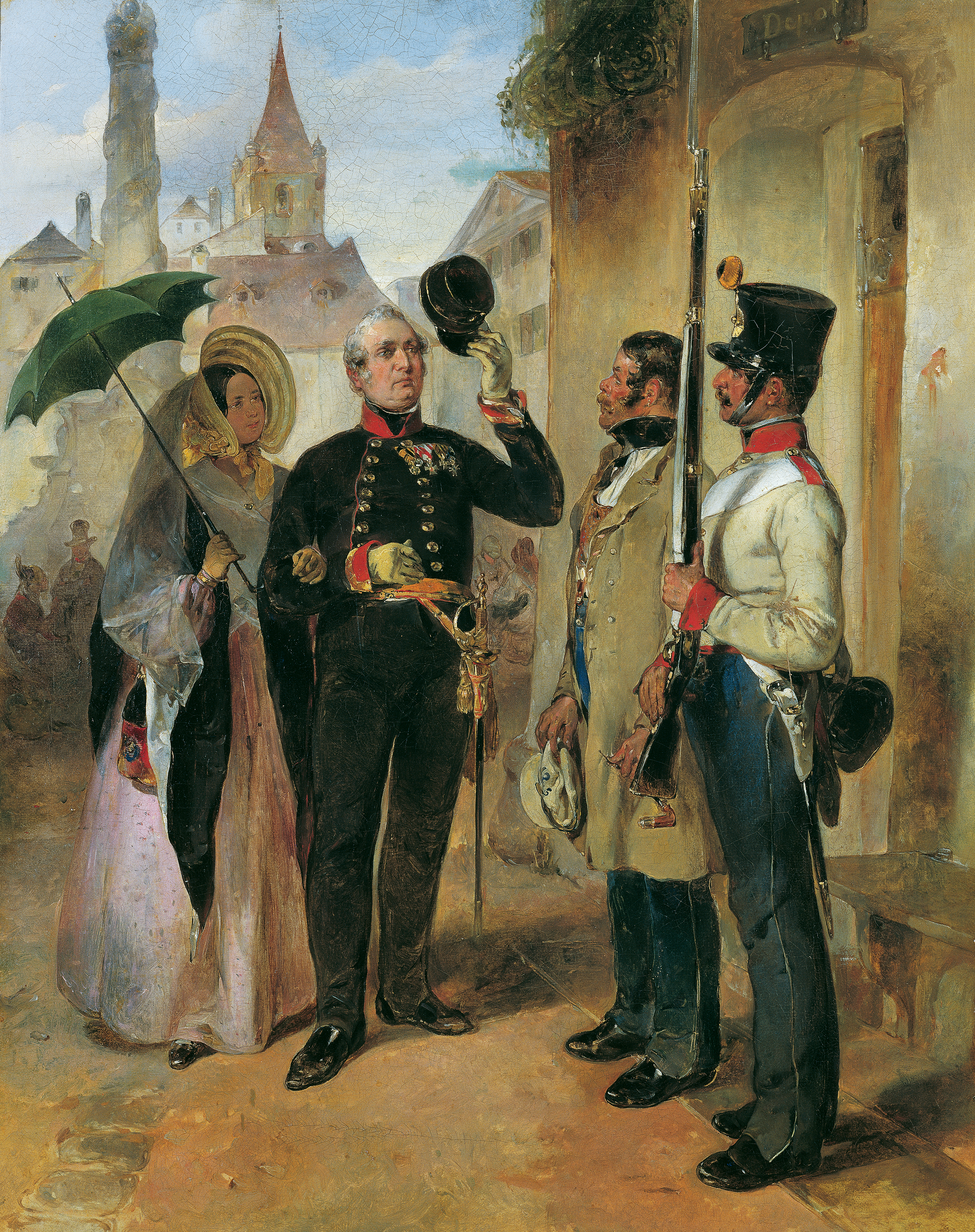
Der Wachposten, 1840
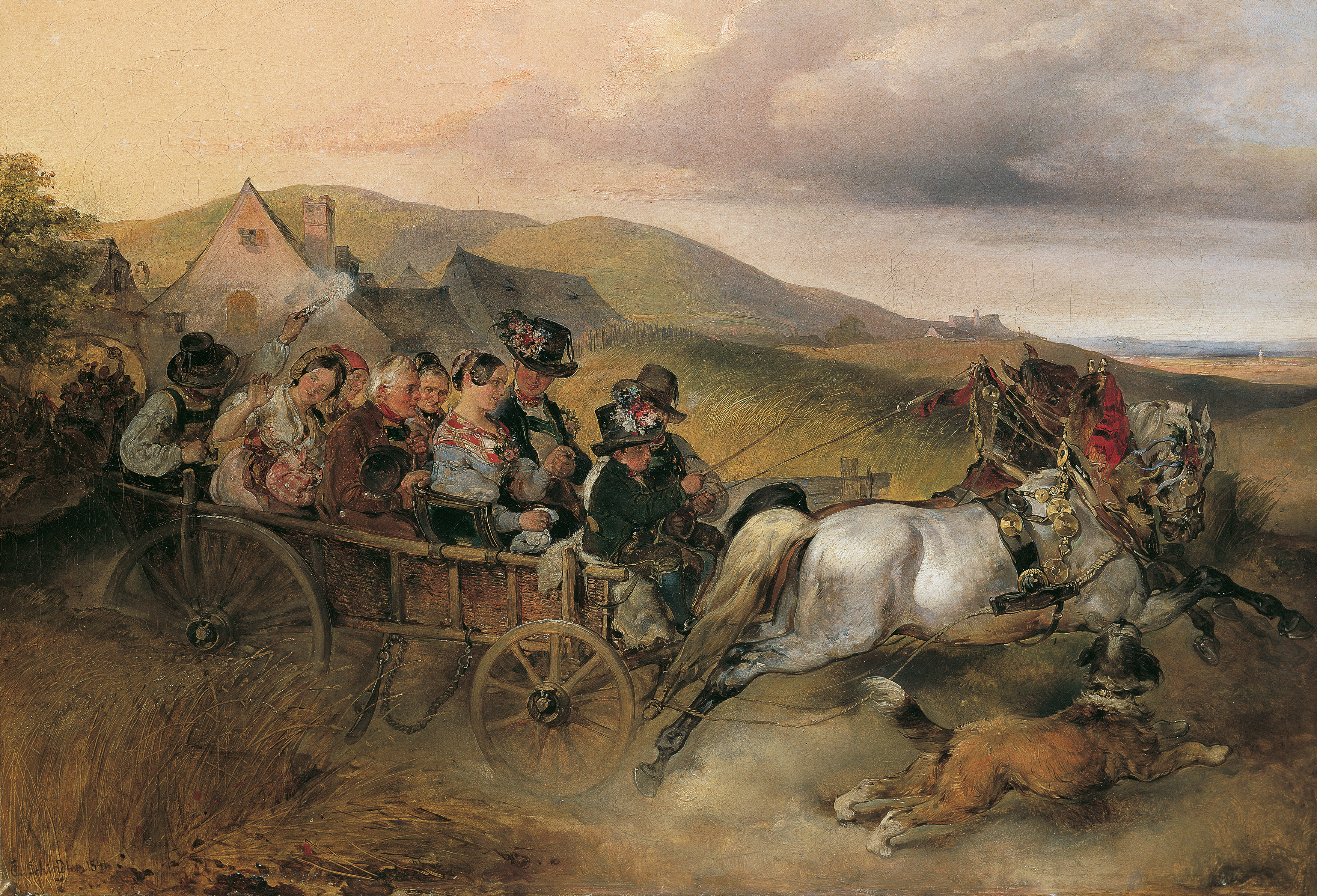
Die Hochzeitsfahrt, 1841